# Nagy Gábor (ügyvéd)
Nagy Gábor (Debrecen, 1770. november 29. – Buda, 1861.) királyi főtörvényszéki ügyvéd, táblabíró, régiségbúvár.

## Élete
Kazinczy Ferenc episztolát is írt hozzá, amelyben annakbecses könyv- és kéziratgyűjteményét dicséri. 1793-tól kezdve folyvást benső barátságban élt Kazinczyval. Ő volt a Kazinczy-ház ügyvédje. Kazinczy mint «híres prokátort» említi, akit minden ügyében, bajában tanácsadóul kért föl, s aki Kazinczy anyagi szükségeiről gondoskodott és őt pénzzavaraiból gyakran kisegítette. E mellett a régi nyelv adatait is szorgalmasan kutatta és ha valami érdekeset talált kutatásai közben, arról azonnal tudósította Kazinczyt. Csokonainak is barátja és az angol nyelvben jártas férfiú volt. Az 1810. évi debreceni tűzvészben háza leégett. 1836-ban Debrecenből Budára költözött.
Levelezése Kazinczyval a Kazinczy Ferencz Levelezéseiben (a II. és következő kötetekben) közölvék.
Kéziratban húsz kötetre menő okiratgyűjteménye volt; ezen gyűjtemény több kéziratával együtt a debreceni református kollégiumba került; azonban sok jutott a Magyar Nemzeti Múzeumba is.